# Тайпауер (футбольний клуб)
Спортивний клуб Тайвань Пауер Компані (кит. трад.: 台灣電力公司足球隊), відомий під скороченою назвою Тайпауер — тайваньський професійний футбольний клуб з міста Гаосюн, який грає в Прем'єр-лізі Тайваню. Клуб був заснований у 1978 році, та є філією Тайванської енергетичної компанії. «Тайпауер» має прізвисько «Південний повелитель» (кит. трад.: 南霸天), та є найуспішнішим футбольним клубом острова, який 21 раз виграв чемпіонат острова, зокрема 10 разів поспіль з 1994 до 2004 року. З кінця 90-х років ХХ століття клуби «Тайпауер» і «Датун» були єдиними клубами, які ніколи не вибували з найвищого дивізіону Тайваню. «Тайпауер» став першим тайваньським клубом, який виграв азійський клубний турнір, здобувши перемогу в Кубку президента АФК 2011 року на своєму домашньому стадіоні в Гаосюні.

## Титули і досягнення
- Чемпіон Тайваню (21): 1987, 1990, 1992, 1994, 1995, 1996, 1997, 1998, 1999, 2000—2001, 2001—2002, 2002—2003, 2004, 2007, 2008, 2008, 2010, 2011, 2012, 2014, 2015—2016
- Володар Кубка Тайваню (3): 1997, 2000, 2002
- Володар Кубка президента АФК (1): 2011